# Stefan Sotier
Stefan Sotier (* 28. Dezember 1940 in München) ist ein deutscher Physiker.
Sotier wurde 1972 promoviert und 1978 Professor an der Fachhochschule München und ist dort jetzt emeritiert. Sein Hauptarbeitsgebiet ist die magnetische Resonanz in flüssigen Metallen, außerdem arbeitet er über die Vakuum- und Dünnschichttechnik. Sotier ist Mitglied der Ökologisch-Demokratischen Partei (ödp), für die er unter anderem bei der Münchner Stadtratswahl kandidierte. Er ist verheiratet, hat vier erwachsene Kinder und sechs Enkel.